# Krzycko Małe
Krzycko Małe (prononciation : [ˈkʂɨt͡skɔ ˈmawɛ]) est un village polonais de la gmina de Święciechowa dans le powiat de Leszno de la voïvodie de Grande-Pologne dans le centre-ouest de la Pologne.
Il se situe à environ 6 kilomètres au nord-ouest de Święciechowa (siège de la gmina), à 10 kilomètres au nord-ouest de Leszno (siège du powiat) et à 65 kilomètres au sud-ouest de Poznań (capitale régionale).

## Histoire
De 1975 à 1998, le village faisait partie du territoire de la voïvodie de Leszno.

Depuis 1999, Krzycko Małe est situé dans la voïvodie de Grande-Pologne.